# 다카타 사부로
다카타 사부로(일본어: 髙田三郎, 1913년 12월 18일 ~ 2000년 10월 22일)는 일본의 작곡가이자 지휘자이다.

## 생애
다카타 사부로는 아이치현 나고야시에서 태어났다. 무사시노 음악 학교(현재의 무사시노 음악 대학) 사범과를 졸업하여 1939년에 도쿄 음악 학교(현재의 도쿄 예술 대학)의 본과 작곡부를 졸업하고, 이어서 동 대학 연구과 작곡부, 동 대학 청강과 지휘부에서 수학하였다. 이 무렵의 작품으로, 관현악곡 "야마가타 민요에 의한 환상곡 및 푸가 2중주"(1941년, 이후 "야마가타 민요에 의한 발라드"로 개칭)이나, 가곡 "바람이 불렀던 노래"(1942년)이 있다. 이 2곡은 곧 출판되었고, 오늘날까지 자주 연주되고 있다. 부과에서는 호른을 배웠고, 1940년의 진무 천황 즉위기원 2600년 봉축 관현악단에서는 호른 연주자로 참여하기도 하였다.
1948년에 히라오 기시로, 아베 고메이, 기지마 기요히코와 함께 작곡단체 "지인회"를 결성하였다. 서양 및 일본 음악의 전통을 존중하면서도, 안이한 "수출용 음악이나 거짓 민족성"에 좌우되지 않겠다는 태도를 표명하였다. 이 모임의 활동은 1955년까지 계속되었고, 다카타는 이곳에서 "바이올린과 피아노를 위한 소나타"나 "첼로와 피아노를 위한 작은 소나타" 등을 발표하였다. 같은 해(1955년)에는 시인과 작곡가, 성악가에 의한 단체 "꿀벌의 모임"의 결성에 참여하였다. 여기서 초연된 것으로, 남성합창 모음곡 "바다" 등이 있다. 이 무렵을 경계로 하여 성악, 특히 합창 작품에 힘을 쏟게 되었다.
NHK로부터 예술제를 위한 합창곡을 위촉받은 것을 계기로, 시인 및 수학자 다카노 기쿠오와 만난 그는, 그 위촉 작품 "나의 소원"(1961년)을 비롯하여 합창 모음곡 "물의 영혼"(1964년), "한결같은 길"(1976년), "안으로의 머나멂"(1978년), "확실한 것을"(1987년), 가요집 "혼자서의 대화"(1965년-1971년)을 작곡하였다. 이 중에서 "물의 영혼"은, 혼성합창판, 여성합창판, 남성합창판을 합하여 200쇄를 돌파할 정도로 많은 사람들에게 불리었고, 오늘날에까지 일본에 있어서의 합창악곡 중 가장 많이 팔리는 곡이 되었다. 또한 우노 고호는 "클래식의 명곡, 명반"(고단샤 현대신서, 1989년)에서, 일본의 작품 중에서는 유일하게 이 모음곡을 들고 있다.
태평양 전쟁이 끝나고 얼마 되지 않아 방송 활동을 시작하였지만, 특히 자신이 작곡한 곡만을 지휘하였다. 녹음이나 합창단의 객원 지휘로 활동하였다. 엄격한 지도로 알려져 있지만, 그 연주에 대해서는 "일본 합창곡 연주는 모두 내가 가장 뛰어나다"고 자칭하던 기노시타 다모쓰가, "다카타 사부로의 곡 만큼은, 그가 스스로 지휘해야 한다"고 인정했다는 에피소드가 있다. 다카타의 지도를 받은 합창 지휘자들은, 제각각의 형식으로 다카타의 작품 연주에 진력하였다. 대표적으로는 1993년부터 그의 작품 개인전 연주회 "리히트 크라이스"의 지휘를 맡고 있는 스즈키 시게아키, 남성 합창판이 존재하지 않는 합창모음곡에 대해 그 편곡을 행한 스가 게이치나 이마이 구니오, "다카타 사부로 합창 작품 전집"을 출범시킨 쓰지 마사유키 등이 있다.
다카타 사부로는 죽기 직전까지 지휘활동을 계속하였고, 실내악곡 "다섯개의 민족선율"(1977년)의 관현악 편곡의 완성을 눈앞에 두고 세상을 떠났다. 그 나머지 부분을, 독일의 작곡가 토마스 마이어 피비히(Thomas Meyer-Fiebig)가 이어받아 완성시켰다.

## 가톨릭 신도로서
어렸을 때부터 근처의 프로테스탄트 교회에 다녔다. 그가 40세가 되던 1953년에 세례를 받고 가톨릭 신도가 되었다. 세례명은 요셉 다윗이다. 제2차 바티칸 공의회(1962년~1965년)에서 성립된 전례 헌장(Sacrosanctum Concilium)에 근거하여, 그때까지 라틴어로 행해지던 미사가 각국의 모국어로 행해지게 되었고, 그와 함께 일본 가톨릭 사제단의 의뢰로 전례성가의 작곡에 착수하였다. 그레고리오 성가나 일본 전통 선율 등의 수많은 연구를 통하여, "미사는 모두 하느님의 말씀으로 이루어져 있다. 그러니까 틀린 해석으로 작곡해서는 안 된다"며, 자신의 신앙을 끊임없이 되물으면서 사망 직전에 이르기까지 220여곡의 전례성가를 작곡하였다. 1992년에는 "전례성가의 작곡을 통해 일본 풍토에 전례가 녹아들게 하는데 진력하였다"라 하여, 바티칸으로부터 성 실베스테르 교황 기사단 훈장이 수여되었다.

## 참고 문헌
- 일본의 작곡가 시리즈 - 그 인물과 작품 - 2 다카타 사부로("하모니" No.86, 전일본합창연맹, 1993년)[쪽 번호 필요]
- 일본의 작곡 20세기, 온가쿠노토모 사, 1999년[쪽 번호 필요]
- "전례성가를 작곡하여" 오리엔스 종교연구소, 1992년[쪽 번호 필요]